# Stijn Schaars

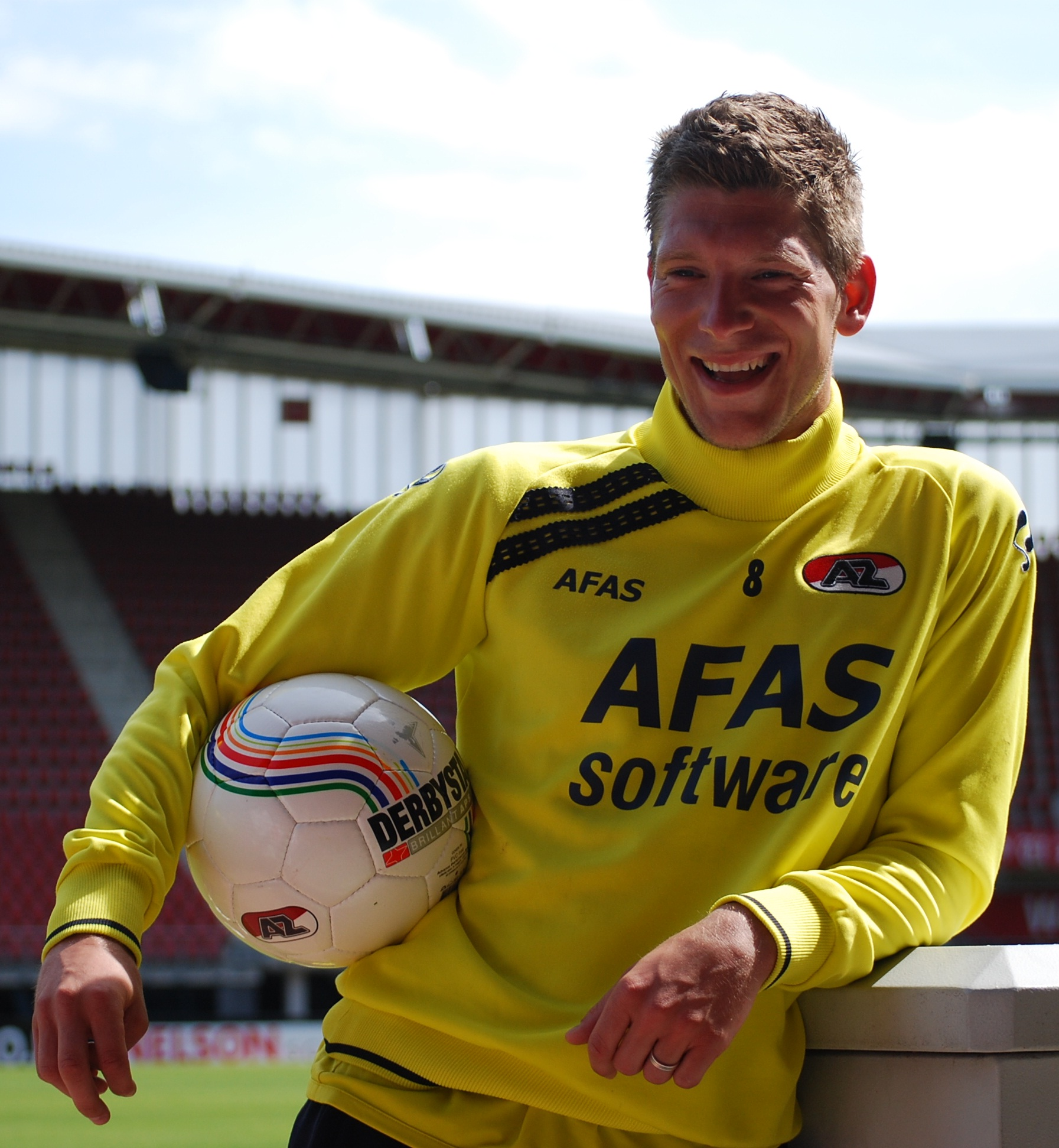
Stijn Schaars

Stefanus Johannes "Stijn" Schaars (nascut l'11 de gener de 1984 a Gendt, Gelderland) és un jugador de futbol neerlandès que actualment juga per l'AZ Alkmaar i la selecció de futbol dels Països Baixos com a migcampista. També és el capità del seu equip.